# James P. Bagian
James Philip Bagian dit Jim Bagian est un astronaute américain d'origine arménienne né le 22 février 1952. Il a participé aux missions Discovery STS-29 et Columbia STS-40.

## Vols réalisés
Il réalise 2 vols en tant que spécialiste de mission :
- 13 mars 1989 : Discovery (STS-29)
- 5 juin 1991 : Columbia (STS-40)